# Livanjski sir
Ovaj cijenjeni sir počeo se proizvoditi u 19. stoljeću u okolici Livna po uzoru na tehnologiju proizvodnje francuskog sira grojera na obiteljskim gospodarstvima. Prvotno se proizvodio isključivo iz ovčjeg, a danas uglavnom iz mješavine ovčjeg (60-70%) i kravljeg (30-40%) mlijeka, ili samo kravljeg mlijeka. Zrije prosječno 60 - 66 dana u kontroliranim uvjetima. Miris sira je izrazit i svojstven krškim sirevima. Okus je pun i ugodan, a kod starijih sireva pomalo pikantan. Najveći proizvođač sira je "Mljekara Livno" s godišnjom proizvodnjom od preko 700 t (2005.).

## Povijest
Mjesto nastanka Livanjskog sira je područje sjeverozapadne Hercegovine, odnosno široko područje Livanjskog polja, odakle se njegova proizvodnja proširila i na područja Glamoča i Tomislavgrada. Pojava ovog sira ima svoje povijesne korijene. Velesile su 1878. godine na svom kongresu u Berlinu, a na prijedlog Velike Britanije, ovlastile Austro-Ugarsku da zaposjedne Bosnu i Hercegovinu, te da u njoj preuzme i uspostavi novu upravu. Austro-Ugarska iz vlastitog interesa nastoji što brže razriješiti naslijeđeno teško stanje nakon turske vladavine. U tom smislu poduzima niz upravnih, socijalnih, političkih, prosvjetnih i vjerskih mjera, te gospodarskih i prometnih pothvata, kojima je cilj unaprijediti opće stanje ovih zemalja i uspješno ih integrirati u gospodarski i društveni život monarhije.
Kako je Bosna i Hercegovina u to doba bila uglavnom agrarna zemlja, odmah se počelo s programima razvoja poljoprivrede, posebice stočarstva. Tako pored Ilidže, Modriče i Gacka, i u Livnu je 1886. osnovana Zemaljska poljoprivredna stanica. U okviru unapređenja općeg stanja poljoprivrede, ova stanica imala je i gospodarsku ulogu. U njezinom je sastavu bila i sirana, u kojoj se prerađivalo uglavnom ovčje mlijeko proizvedeno u okolnim selima i na planinskim dobru na Kruzima ispod Cincara. Prvi poznati sirari, koje je Austrija poslala u Livno, bili su: Čeh Karlo Oksner, Felix Lacombe i Rikard Berger. No najsnažniji procvat livanjska sirana doživljava dolaskom francuskog sirara Cypriana Jailleta, koji je četvrt stoljeća (1900. – 1926.) u njoj djelovao i bio ugledni građanin Livna. U Livnu se proizvodio i vrlo kvalitetan sir Roquefort, koji je zrio u špilji u Dumanu iznad vrela rijeke Bistrice i bio vrlo cijenjen, te je 1896. g. na izložbi u Budimpešti dobio «Grossenmilleniums Medalle» (Zdanovski, 1967.). Kasnije se odustalo od njegove proizvodnje, tako da se od 1905. g. uglavnom proizvodi Livanjski sir, tzv. «Vollkäse», koji je bio osobito tražen na tržištu Monarhije. Pokušalo se i s proizvodnjom sira Liptauera, Cammemberta, Gervera i Trapista. Zadržala se samo proizvodnja Trapista, koji se proizvodio na planinskoj stanici na Kruzima.
Prvotni se Livanjski sir proizvodio od ovčjeg mlijeka po recepturi švicarskog sira Gruyèra, odnosno Greyerzera, samo u manjim kolutovima. Receptura ovog sira proširila se iz sirane, a i iz tadašnje poljoprivredne škole - u kojoj je C. Jaillet bio učitelj - i među okolno stanovništvo, koje je počelo proizvoditi sličan sir posebice dobro prodavan u bližoj Dalmaciji. Naravno da je kod seljačkog Livanjskog sira dolazilo, a to je slučaj i danas, do variranja kakvoće, sastava, oblika i veličine. Zbog sve većih zahtjeva tržišta za ovim sirom, postupno se počeo proizvoditi i od kravljeg mlijeka. Danas se u pogonskim uvjetima Livanjski sir proizvodi uglavnom od kravljeg mlijeka. U domaćinstvima se sir još uvijek proizvodi od sirovog ovčjeg mlijeka, mješavine s kravljim mlijekom, i od sirovog kravljeg mlijeka. Ovo potonje posljedica je smanjene proizvodnje ovčjeg mlijeka, odnosno stanja u današnjem ovčarstvu koje je nekada, u doba nastanka Livanjskog sira, bilo dominantna stočarska grana u ovom kraju.

## Organoleptička svojstva
Livanjski sir pripada skupini tvrdih sireva koji se može konzumirati u narezanom, odnosno u naribanom stanju (posebice zreliji).
Livanjski bi se sir sažeto mogao opisati kao tvrdi sir, glatke žućkaste kore na kojoj je moguće naići na neravnine od sirne marame, žućkaste ili žute boje tijesta s pravilno raspoređenim sirnim okašcima srednje veličine, čiji je miris karakterističan za ovčje tvrde sireve, a okus pun ili puniji, specifičan za ovčje sireve i dobro izražen. Odstupanja, odnosno variranja dimenzija i mase sira uočljiva su kod sireva koji se proizvode u domaćinstvima.

## Tehnologija
Tehnologija se Livanjskog sira tijekom stoljetnog razdoblja mijenjala, odnosno prilagođavala, prvenstveno tehničkim mogućnostima i novostima. Dok je u domaćinstvima još zadržan tradicionalni način proizvodnje sira, u sirani su uvedena određena suvremena rješenja kojima je bila svrha poboljšati i ujednačiti kakvoću sira, odnosno povećati i racionalizirati kapacitete i olakšati rad. Tako se Livanjski sir iz livanjske sirane danas proizvodi isključivo od pasteriziranog i baktofugiranog kravljeg mlijeka uz upotrebu liofilizirane mljekarske kulture. Ranije se u industrijskoj proizvodnji koristila sirutkina kultura. Sir u domaćinstvima, naprotiv, još uvijek se proizvodi od sirovog mlijeka, bez dodatka kultura.

## Vanjske poveznice
- Naida Hubanić: Percepcija livanjskog sira iz tradicionalne i industrijske potrošnje, Sarajevo, 2010.
- Kako se pripravlja livanjski sir?
- Mljekara Livno - livanjski sir  Arhivirana inačica izvorne stranice od 26. srpnja 2014. (Wayback Machine)
- Livanjski sir Puđa  Arhivirana inačica izvorne stranice od 8. kolovoza 2014. (Wayback Machine)